# Son Castanyer

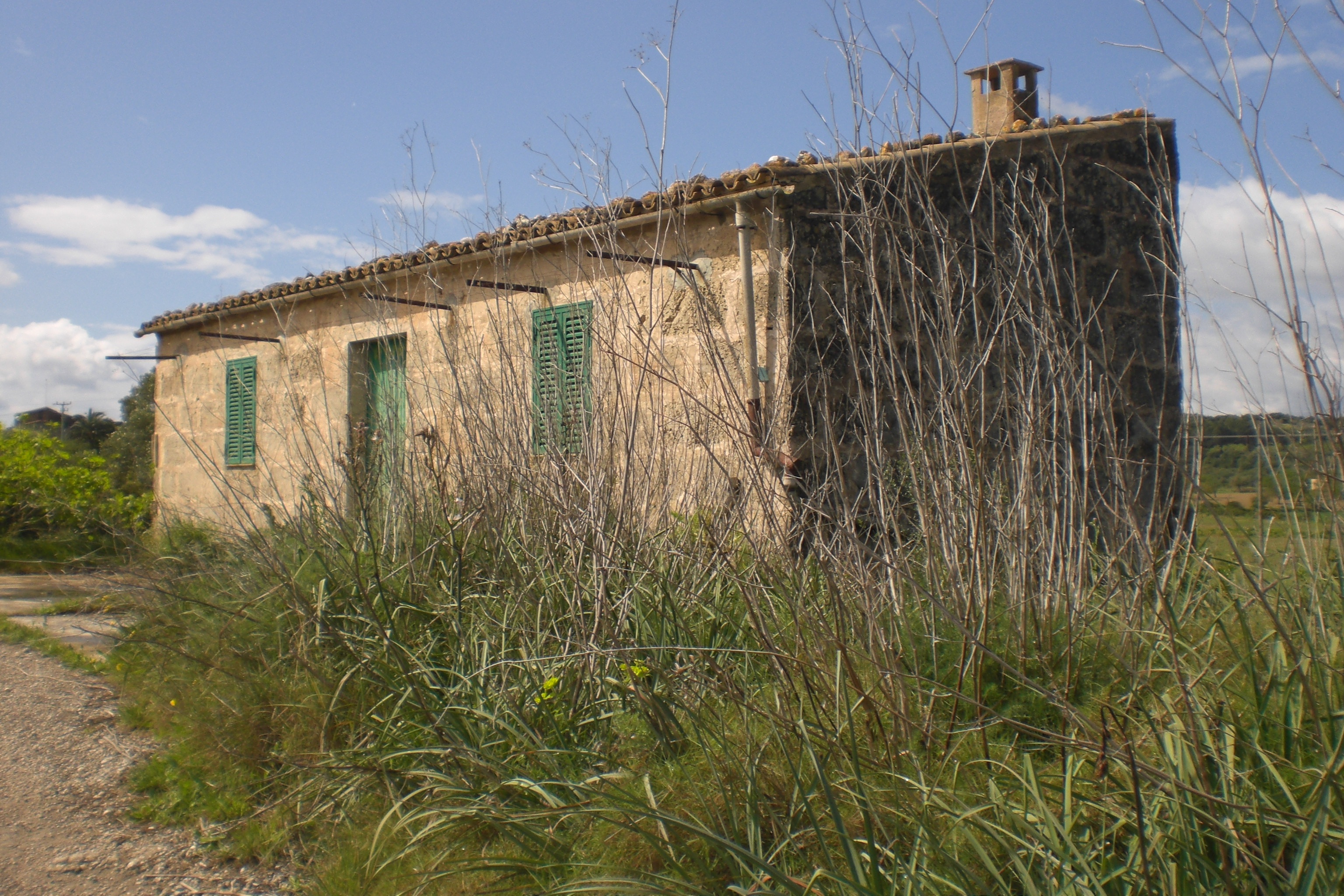
Caseta d'en Miquel de son Castanyer, al camí que porta a les cases

Son Castanyer és una antiga possessió que actualment dona nom a una contrada del terme de Montuïri (Mallorca), molt a prop de les fites amb els termes de Porreres i Sant Joan i al sud de la carretera de Manacor.
El topònim fa referència almenys a tres explotacions agràries, una pleta, un camí, un pou, una vinya i un prat. Un camí connecta el lloc amb el poble de Porreres. Les possessions amb les que confrontava Son Castanyer eren Cugulutx, Son Jordi, Son Oms, Mianes, Son Comelles i Son Bages. Les seves terres ocupen majoritàriament la depressió del terreny que deixen els puigs de Mianes, Son Baco i Cugulutx.
A la zona s'han localitzat restes d'un vilatge prehistòric. L'any 1497 apareix aquest nom per primer cop a una talla de Montuïri com a propietat d'Antoni Fiol, és la primera ocasió que apareix un topònim amb son (contracció de ço d'en) a la documentació del poble.
Els Castanyer eren una família de ciutadans militars establerts a Sóller. Al segle xvii Ferrer de Comelles i Desmàs es casà en segones núpcies amb Caterina Castanyer. La possessió passà al seu fill Domingo de Comelles i Castanyer (traspassat el 1642). Posteriorment el fill d'aquest, Miquel de Comelles i Gual es casà amb Margarida Barceló però moriren sense descendència.
L'arxiduc Lluís Salvador fa notar a la seva obra que el 1872 era la segona possessió del terme amb 196 hectàrees i propietat d'Antoni Moyà. Els Moyà, a causa de la fil·loxera, hagueren d'establir la possessió entre 1895 i 1910.
Les cases antigues, situades sobre un turó i amb 25 ha de terra, passaren a ser propietat dels Florit de Lloret de Vistalegre. En els darrers temps cases varen ser totalment transformades i actualment són un hotel rural destinat a visitants estrangers.
Després de la parcel·lació aparegueren les explotacions com Son Castenyer Vell, can Mamec, can Florit i la pleta de Son Castanyer. En aquest darrer lloc nasqué el poeta santjoaner Miquel Gayà Sitjar (1917-1988) quan la seva família explotava temporalment la finca.